# Flugplatz Aus

i7
i11
i13
Der Flugplatz Aus (englisch Aus Aerodrome, ICAO-Code: FYAS) liegt 3,3 Kilometer östlich von Aus im Süden Namibias. Er verfügt über zwei Start- und Landebahnen mit den Ausrichtungen 11/29 und 16/34. Die erste Piste hat eine Länge von 1450 Metern und eine Breite von 16 Metern. Die Piste 16/34 ist 1150 Meter lang und 12 Meter breit. Die Pisten und das Parkfeld haben einen Sandbelag.
Der Flugplatz ist für Sichtflug (VFR) zugelassen. Der Flugplatz wird nicht im Linienverkehr bedient. Passkontrolle und Zoll sind nicht möglich. Der Flugplatz ist frei zugänglich.
Der Flugplatz Aus liegt unmittelbar nordöstlich des ehemaligen Kriegsgefangenenlagers Aus.

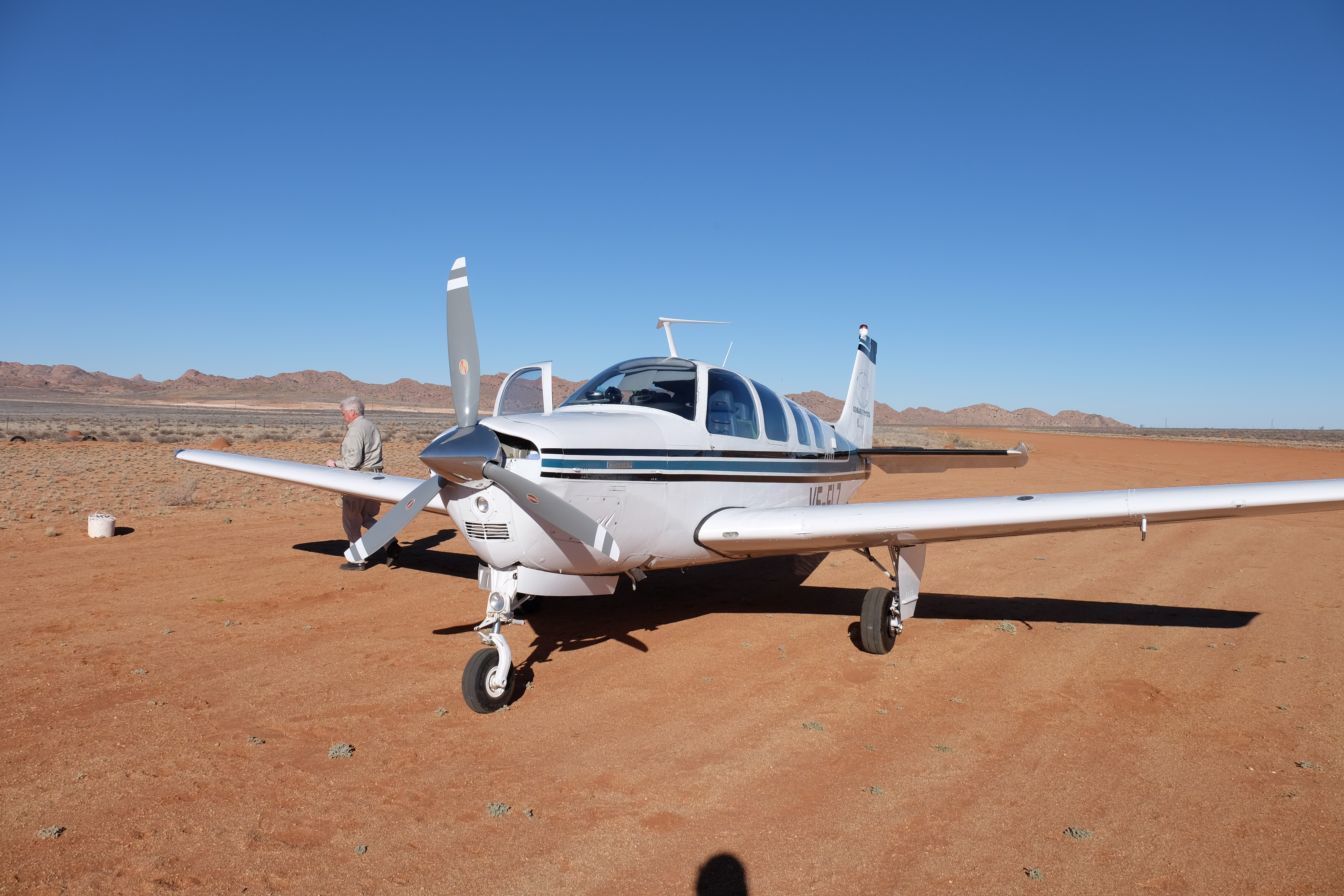
Eine Beechcraft Bonanza A36 in Aus Namibia